# 羅特爾德峰

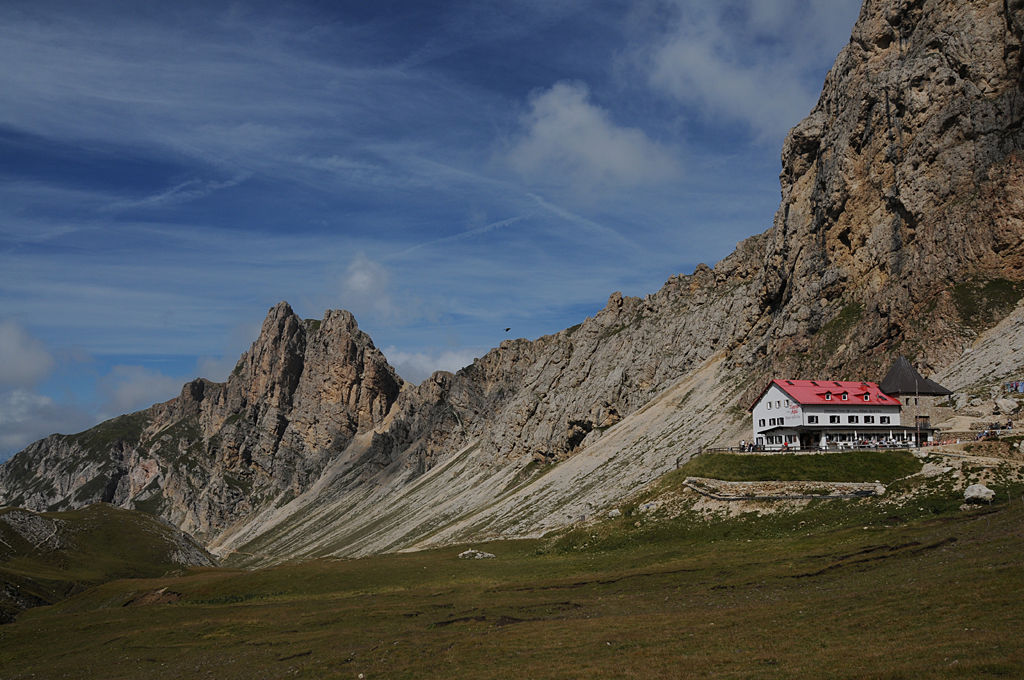

46°29′53″N 11°37′08″E / 46.498044°N 11.619013°E
羅特爾德峰（義大利語：Roterdspitze），是意大利的山峰，位於該國東北部，由博爾扎諾-南蒂羅爾自治省負責管轄，屬於施倫山脈的一部分，海拔高度2,655米。